# Benderer Fastentuch

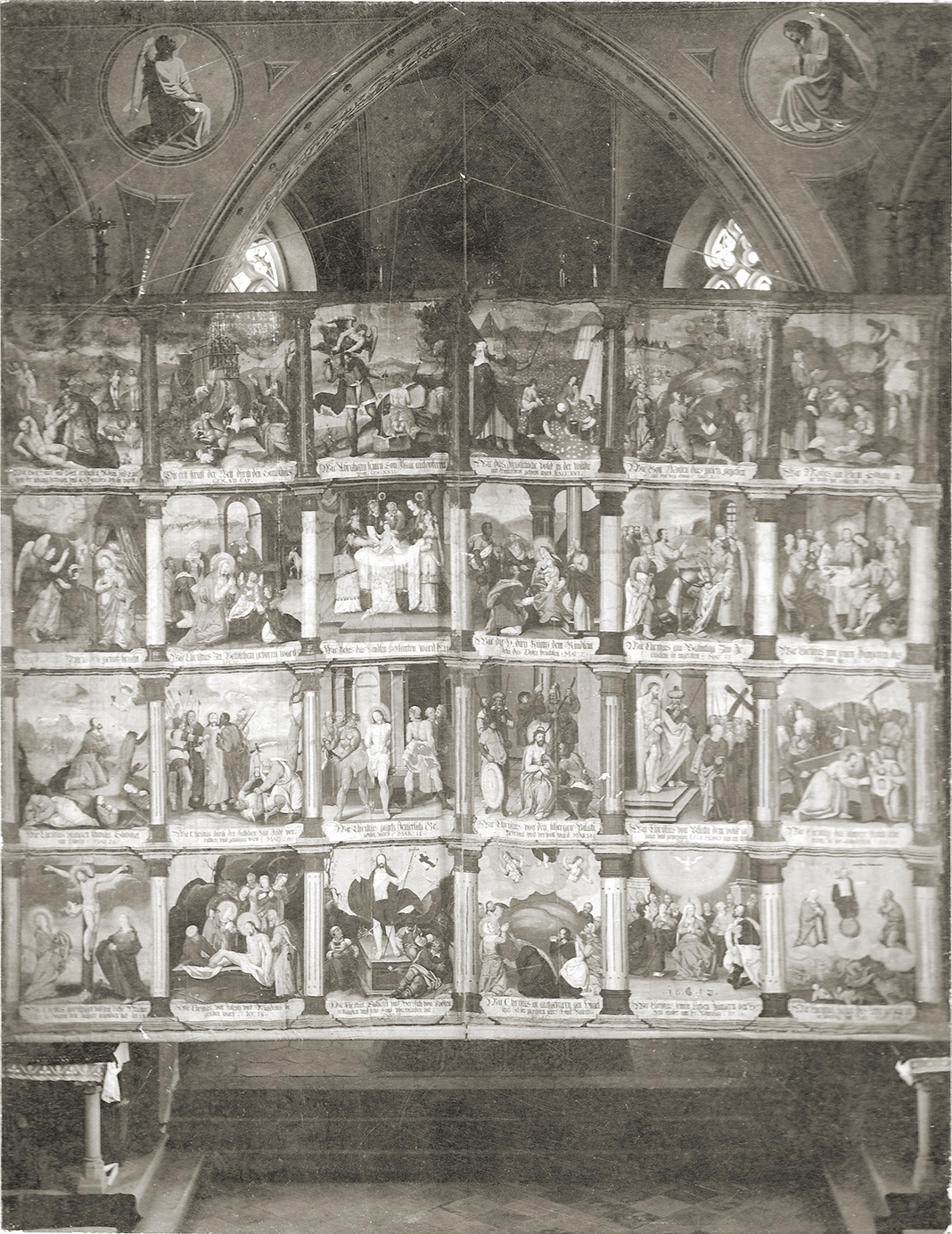
Benderer Fastentuch in der Pfarrkirche Bendern (um 1900)

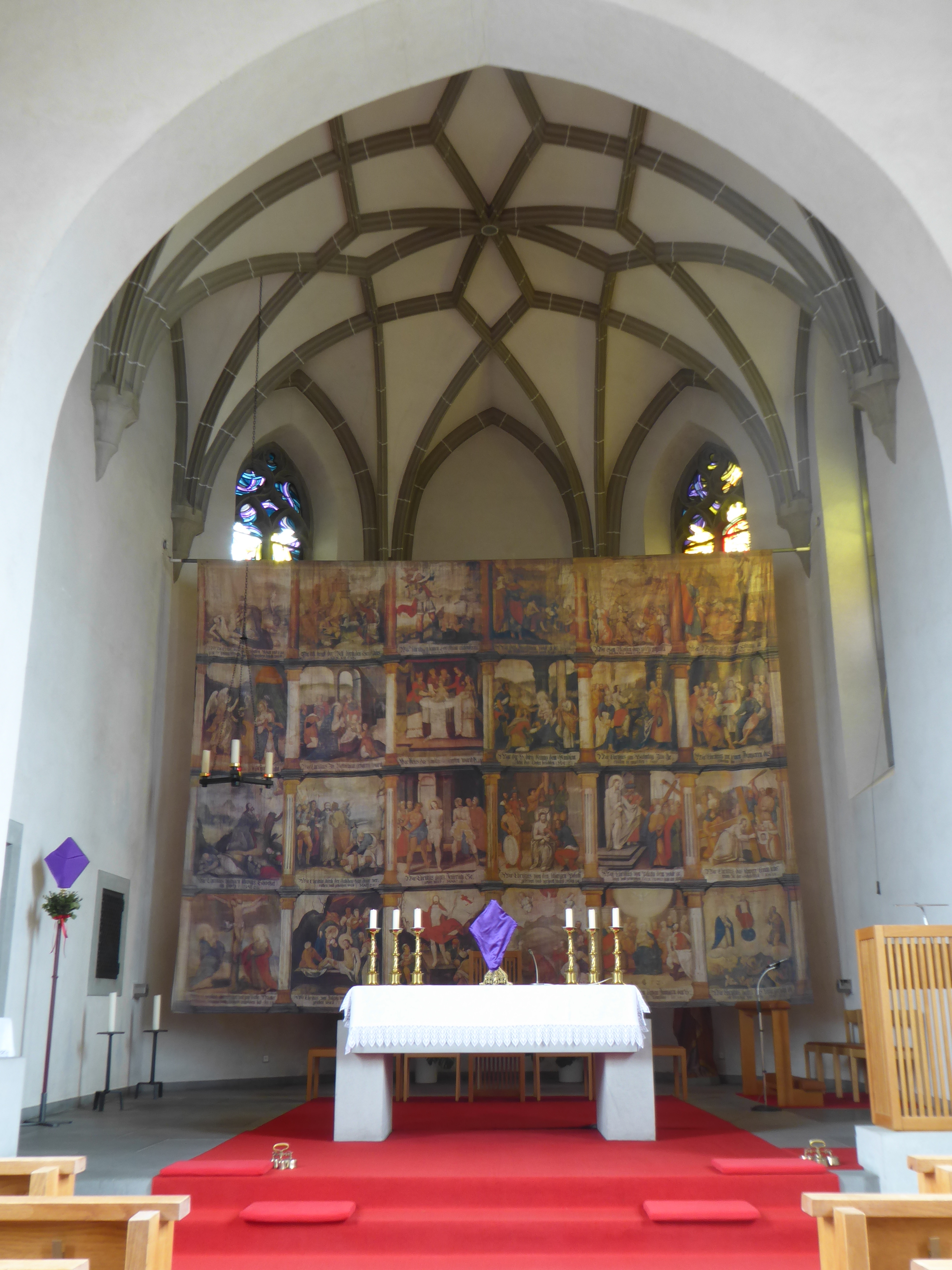
Die Replik von 1983, Hängung 2019

Das Benderer Fastentuch ist ein frühbarockes Fastentuch vom „Feldertyp“ und ist eines der wenigen erhaltenen Fastentücher. Ursprünglich hing es in der Pfarrkirche von Bendern, Liechtenstein. Heute ist es im Liechtensteinischen Landesmuseum in Vaduz ausgestellt.

## Geschichte
Das frühbarocke Fastentuch der Pfarrkirche Bendern stammt aus dem Jahr 1612 und ist eines der wenigen erhaltenen Fastentücher. Eventuell handelt es sich bei dem enthaltenen Monogramm «IGC» um jenes des Feldkircher Malers Johann Georg Clessin (* um 1580, † vor 1619), ist jedoch ungeklärt. Das Tuch verschwand Anfang des 20. Jahrhunderts und wurde 1947 auf dem Heuboden des Pfarrstalls wiederentdeckt. Der damalige Pfarrer Schlatter von Bendern reinigte das Tuch und hängte es in der Fastenzeit wieder auf. Durch die Initiative des Historischen Vereins wurde das kulturgeschichtlich wertvolle Fastentuch 1971 in Wien restauriert und danach im Liechtensteinischen Landesmuseum ausgestellt. 1983 wurde eine Kopie des Fastentuchs angefertigt, die jedes Jahr in der Fastenzeit in der Kirche von Bendern aufgehängt wird.

## Beschreibung
Das Fastentuch ist ein 6,3 × 4,7 m großes Leinentuch  mit einer Gesamtfläche von 29,6 m². Sie ist ein Exemplar des Felder-Typs, der im Alpenraum zwischen dem 15. und 17. Jahrhundert weitverbreitet war. Das Tuch besteht aus 24 Bildfeldern, die in vier Reihen zu je sechs von Säulen gegliederten Szenen angeordnet sind. Im Gegensatz zu den Fastentüchern von Balzers verhüllt das Benderer Fastentuch den gesamten Altarraum und nicht jeden Altar einzeln.
Die oberste Bildreihe schildert Szenen von der Schöpfung bis zur Aufrichtung der ehernen Schlange durch Mose. In den folgenden Bildreihen wird die Geschichte Jesu dargestellt, die mit Christi Himmelfahrt, Pfingsten und dem Weltgericht endet:
| Erschaffung Evas, Sündenfall | Arche Noah     | Isaakopfer   | Speisung in der Wüste | Gesetzgebung auf dem Sinai       | Kupferschlange    |
| Verkündigung an Maria        | Geburt Christi | Beschneidung | Anbetung der Könige   | Einzug in Jerusalem              | Letztes Abendmahl |
| Christus am Ölberg           | Gefangennahme  | Geisselung   | Dornenkrönung         | Ecce homo                        | Kreuztragung      |
| Kreuzigung                   | Grablegung     | Auferstehung | Himmelfahrt           | Ausgiessung des Heiligen Geistes | Weltgericht       |